# Eleição municipal de Nova Iorque em 2017
A eleição para prefeito da cidade americana de Nova York em 2017 foi realizada em 7 de novembro de 2017. O atual prefeito Bill de Blasio foi reeleito para exercer o segundo mandato.

## História
Bill de Blasio foi eleito prefeito da cidade de Nova York em 2013, seu mandato teve início a partir de 1º de janeiro de 2014. O prefeito De Blasio é elegível para reeleição e declarou sua intenção de buscar novamente a nomeação democrata.
Petições para concorrer à eleição foram apresentadas pelos condidatos Democratas Bill De Blasio, Sal Albanese, Robert Gangi, Richard Bashner e Michael Tolkin; e Republicanos Nicole Malliotakis, Rocky De La Fuente e Walter Iwachiw.
No dia 1 de agosto de 2017, o Conselho de Eleições da Cidade determinou em uma audiência que Rocky De La Fuente não recebeu assinaturas de petição suficientes para se qualificar para a votação republicana primária marcada para setembro. O candidato Walter Iwachiw não relatou a captação de recursos suficientes para a eleição, restando apenas Nicole Malliotakis que assegurou a nomeação do partido republicano.
Na noite do dia 7 de novembro, após as votações, Bill de Blasio foi declarado vencedor da eleição. Foi a primeira vez em 32 anos que um representante do partido democrata consegue ser reeleito na cidade de Nova York.

## Primárias democrata

### Candidatos

#### Nomeado
- Bill de Blasio, atual prefeito[6]

#### Declarados
- Sal Albanese, foi conselheiro municipal e candidado em 1997 e 2013[7]

- Richard Bashner, advogado imobiliário[8]
- Robert Gangi, ativista[9]
- Mike Tolkin, empresário[10][11]

#### Resultados
| Resultados das primárias do partido Democrata | Resultados das primárias do partido Democrata | Resultados das primárias do partido Democrata | Resultados das primárias do partido Democrata | Resultados das primárias do partido Democrata |
| Partido                                       | Partido                                       | Candidato                                     | Votos                                         | %                                             |
| --------------------------------------------- | --------------------------------------------- | --------------------------------------------- | --------------------------------------------- | --------------------------------------------- |
|                                               | Democrata                                     | Bill de Blasio                                | 326.361                                       | 74,6 %                                        |
|                                               | Democrata                                     | Sal Albanese                                  | 66.636                                        | 15,2 %                                        |
|                                               | Democrata                                     | Mike Tolkin                                   | 20.445                                        | 4,7 %                                         |
|                                               | Democrata                                     | Robert Gangi                                  | 13,537                                        | 3,1 %                                         |
|                                               | Democrata                                     | Richard Bashner                               | 10,538                                        | 2,4 %                                         |
| Total de votos                                | Total de votos                                | Total de votos                                | 437,517                                       | 100%                                          |

## Primárias republicanas

### Candidatos

#### Nomeado
- Nicole Malliotakis, Assembleia do Estado[13]

## Outros partidos

### Reformista

#### Nomeado
- Sal Albanese, ex-conselheiro municipal e candidato a prefeito em 1997 e 2013[14]

### Verde

#### Nomeado
- Akeem Browder, Ativista[15]

### Libertário

#### Nomeado
- Aaron Commey, Diretor de Eventos no Partido Libertário de Manhattan.[16]

## Candidatos independentes
- Bo Dietl, ex-colaborador da Fox News e ex-detetive do Departamento de Polícia de Nova Iorque.[17]
- Dr. Robb Gosine, Engenheiro, Oficial Naval, Cientista, Educador [18]
- Michael Tolkin, empresário. [19]

## Eleições gerais

### Pesquisas de opinião
| Fonte da pesquisa     | Data(s) administradas | Tamanho da amostra | Margem de erro | Bill de Blasio (D) | Nicole Malliotakis (R) | Sal Albanese (Reformista) | Bo Dietl (I) | Outros | Indecisos |
| --------------------- | --------------------- | ------------------ | -------------- | ------------------ | ---------------------- | ------------------------- | ------------ | ------ | --------- |
| NY1/Baruch College    | 20-27 outubro, 2017   | 800 LV             | ± 4.5%         | 49%                | 16%                    | 2%                        | 3%           | —      | 20%       |
| WNBC/Marist           | 3-4 outubro, 2017     | 428 LV             | ± 4.7%         | 58%                | 16%                    | 5%                        | 5%           | 2%     | 15%       |
| WNBC/Marist           | 3-4 outubro, 2017     | 857 RV             | ± 3.3%         | 55%                | 15%                    | 5%                        | 5%           | 3%     | 17%       |
| Quinnipiac University | 27 set - 4 out, 2017  | 731 LV             | ± 4.7%         | 61%                | 17%                    | 8%                        | 6%           | 1%     | 8%        |
| WNBC/Marist           | 13-17 setembro, 2017  | 451 LV             | ± 4.6%         | 65%                | 18%                    | —                         | 8%           | 2%     | 7%        |
| WNBC/Marist           | 13-17 setembro, 2017  | 898 RV             | ± 3.3%         | 62%                | 18%                    | —                         | 9%           | 2%     | 9%        |
| Quinnipiac University | 20-26 julho, 2017     | 877                | ± 4.1%         | 52%                | 15%                    | —                         | 11%          | 2%     | 16%       |
| Quinnipiac University | 20-26 julho, 2017     | 877                | ± 4.1%         | 57%                | 22%                    | —                         | —            | 4%     | 13%       |
| Quinnipiac University | 10-16 maio, 2017      | 1.019              | ± 3.1%         | 64%                | 21%                    | —                         | —            | 1%     | 10%       |

## Resultados da eleição

#### Resultado geral
| Resultados gerais da eleição para prefeito de Nova York | Resultados gerais da eleição para prefeito de Nova York | Resultados gerais da eleição para prefeito de Nova York | Resultados gerais da eleição para prefeito de Nova York | Resultados gerais da eleição para prefeito de Nova York |
| Partido                                                 | Partido                                                 | Candidato                                               | Votos                                                   | %                                                       |
| ------------------------------------------------------- | ------------------------------------------------------- | ------------------------------------------------------- | ------------------------------------------------------- | ------------------------------------------------------- |
|                                                         | Democrata                                               | Bill de Blasio                                          | 713.634                                                 | 62,2 %                                                  |
|                                                         | Working Families                                        | Bill de Blasio                                          | 46.478                                                  | 4,0 %                                                   |
| Total                                                   | Total                                                   | Bill de Blasio (titular)                                | 760.112                                                 | 66,1 %                                                  |
|                                                         | Republicano                                             | Nicole Malliotakis                                      | 274.423                                                 | 23,9 %                                                  |
|                                                         | Conservador                                             | Nicole Malliotakis                                      | 31.197                                                  | 3,2 %                                                   |
|                                                         | Stop de Blasio                                          | Nicole Malliotakis                                      | 5.327                                                   | 0,4 %                                                   |
| Total                                                   | Total                                                   | Nicole Malliotakis                                      | 316.947                                                 | 27,5 %                                                  |
|                                                         | Reformista                                              | Sal Albanese                                            | 24.484                                                  | 2,1 %                                                   |
|                                                         | Verde                                                   | Akeem Browder                                           | 16.536                                                  | 1,4 %                                                   |
|                                                         | Small Cities                                            | Michael Tolkin                                          | 11.309                                                  | 0,9 %                                                   |
|                                                         | Dump the Mayor                                          | Bo Dietl                                                | 11.163                                                  | 0,9 %                                                   |
|                                                         | Libertário                                              | Aaron Commey                                            | 2.770                                                   | 0,2 %                                                   |
|                                                         | Votos por escrito                                       | Votos por escrito                                       | 5.343                                                   | 0,4 %                                                   |
| Total de votos válidos                                  | Total de votos válidos                                  | Total de votos válidos                                  | 1.148.665                                               | 98,4 %                                                  |
| Cédulas rejeitadas                                      | Cédulas rejeitadas                                      | Cédulas rejeitadas                                      | 17.649                                                  | 1,5 %                                                   |
| Total de votos                                          | Total de votos                                          | Total de votos                                          | 1.166.314                                               | 100 %                                                   |

#### Resultado por borough
| Resultados da eleição para prefeito de Nova York por borough | Resultados da eleição para prefeito de Nova York por borough | Resultados da eleição para prefeito de Nova York por borough | Resultados da eleição para prefeito de Nova York por borough | Resultados da eleição para prefeito de Nova York por borough | Resultados da eleição para prefeito de Nova York por borough | Resultados da eleição para prefeito de Nova York por borough | Resultados da eleição para prefeito de Nova York por borough |
| Partido                                                      | Partido                                                      | Candidato                                                    | Brooklyn                                                     | Queens                                                       | Manhattan                                                    | Bronx                                                        | Staten Island                                                |
| ------------------------------------------------------------ | ------------------------------------------------------------ | ------------------------------------------------------------ | ------------------------------------------------------------ | ------------------------------------------------------------ | ------------------------------------------------------------ | ------------------------------------------------------------ | ------------------------------------------------------------ |
|                                                              | Democrata                                                    | Bill de Blasio                                               | 243.304                                                      | 164.378                                                      | 182.561                                                      | 111.996                                                      | 24.122                                                       |
|                                                              | Republicano                                                  | Nicole Malliotakis                                           | 71.652                                                       | 90.927                                                       | 51.486                                                       | 22.548                                                       | 67.129                                                       |
|                                                              | Reformista                                                   | Sal Albanese                                                 | 7.264                                                        | 5.035                                                        | 7.605                                                        | 1.600                                                        | 1.387                                                        |

#### Eleição para presidente dos boroughs
| Bronx         |  | Democrata   | Ruben Diaz   | 119.609 | 88% |
| Brooklyn      |  | Democrata   | Eric Adams   | 265,858 | 83% |
| Manhattan     |  | Democrata   | Gale Brewer  | 201.876 | 83% |
| Queens        |  | Democrata   | Melinda Katz | 201.877 | 78% |
| Staten Island |  | Republicano | James Oddo   | 69.142  | 75% |